# (3225) Hoag
(3225) Hoag és un asteroide del cinturó principal interior d'1,780 ua. És un membre de la família Hungaria.
Compta amb una excentricitat de 0,0530553 i un període orbital de ~ 941 dies (2,58 anys). Hoag té una velocitat mitjana orbital de 21,72394894 km/s i una inclinació de 25,0581°. L'asteroide va ser descobert a l'Observatori Palomar el 20 d'agost de 1982 per Carolyn i Eugene Shoemaker. Es diu així en honor de l'astrònom estatunidenc Arthur Allen Hoag. La seva designació provisional era 1982 QQ.